# Kjartan Arngrim
 Der er for få eller ingen kildehenvisninger i denne artikel, hvilket er et problem. Du kan hjælpe ved at angive troværdige kilder til de påstande, som fremføres i artiklen.

Kjartan Arngrim (født d. 15. oktober 1979 i Odense) er en dansk musiker mest kendt som forsanger og medstifter af det danske orkester Folkeklubben